# José Jerí
José Enrique Jerí Oré (Lima, 13 de noviembre de 1986) es un abogado y político peruano. Es presidente del Congreso de la República del Perú desde el 26 de julio de 2025 y congresista de la república en representación de Lima para el periodo 2021-2026, accediendo como accesitario de Martín Vizcarra.

## Biografía
José Jerí nació el 13 de noviembre de 1986, en el distrito de Jesús María ubicado en la ciudad de Lima.
Es egresado de la Universidad Nacional Federico Villarreal, donde se graduó como bachiller en Derecho en el año 2014. Al año siguiente, obtuvo el título de abogado en la Universidad Inca Garcilaso de la Vega.
Laboró en diversos cargo en el Gobierno Regional de Áncash desde el año 2019 hasta el año 2020, ejerciendo también como secretario general. Fue asesor de la bancada de Somos Perú en el Congreso de la República en 2020.

## Trayectoria política
Desde el año 2013, está afiliado al partido político Somos Perú. Como militante, fue secretario de juventudes y personero legal alterno. Actualmente es el primer vicepresidente del partido desde septiembre del año 2021.
Su primera participación política se dio en las elecciones del año 2013, con la anuencia de Fernando Andrade donde fue candidato a regidor de la Municipalidad de Lima ante el proceso de revocatoria municipal, sin embargo, Jerí no resultó elegido. Nuevamente postuló sin éxito en las elecciones del año 2014. Terminado el proceso electoral nuevamente no tuvo éxito.
Desde noviembre del 2015 hasta abril del 2016, fue delegado e integró la coalición Alianza para el Progreso del Perú liderado por César Acuña. La cual al partido que pertenecía  Somos Perú era miembro de la coalición Alianza para el Progreso del Perú.

### Congresista de la República
En las elecciones parlamentarias de 2021, José Jerí postuló al Congreso de la República por la lista electoral de Lima Metropolitana de Somos Perú, siendo el número 3 de la lista de candidatos. Pese a que obtuvo solamente 11,654 votos de preferencia, Jerí logró salir elegido como congresista de la república para el periodo parlamentario 2021-2026. Esto se debió tras la inhabilitación de Martín Vizcarra, expresidente y candidato congresal que obtuvo 208,387 votos, de cualquier cargo público.
En julio del 2021, se postuló a la presidencia del Congreso. Sin embargo su lista fue tachada.
Durante el tercer proceso de vacancia presidencial contra Pedro Castillo, Jerí votó a favor de la declaratoria de incapacidad moral de Pedro Castillo. La vacancia fue aprobada por 101 parlamentarios el 7 de diciembre de 2022.
Fue presidente de la Comisión de Presupuesto, durante el año legislativo 2023-2024. Se desempeñó como vocero de la bancada de Somos Perú. Fue uno de los congresistas que apoyó el archivo de las investigaciones fiscales a Dina Boluarte.
El 26 de julio de 2025, fue elegido como presidente de la mesa directiva del congreso.

## Controversias

### Escándalo por festejo en pandemia de COVID 19
En febrero de 2022, durante la tercera ola de la pandemia de COVID 19 en Perú, Jerí fue captado junto a una joven de nombre Stephany Vega Morón, asistente en su despacho, entrando al bar Elephant, de Miraflores, para celebrar el cumpleaños de Claudia Llanos Vidal, funcionaria de la municipalidad de La Molina. Según reportó El Foco, Jerí fue visto sin respetar el distanciamiento social y tomando con los invitados a pesar del decreto expedido por la Presidencia del Consejo de Ministros sobre las restricciones por la enfermedad.

### Presunto caso de violación sexual
En enero de 2025 fue denunciado por presunta violación sexual ocurrida tras una fiesta de Año Nuevo en Canta.  Según lo denunciado, dicha acción se habría realizado en la Casa Club Santa Rosa de Quives, donde Jerí se encontraba junto a un grupo de amigos el 29 de diciembre de 2024. Entre los asistentes a dicha reunión se encontraba Marco Antonio Cardoza, quien llegó junto a una mujer de 31 años (la denunciante) y otra persona. Según la denunciante, por la tarde, ella quedó inconsciente despertando con dolor en las partes íntimas. Tras presentarse la denuncia, se puso como sospechosos del acto tanto a Jerí como a Cardoza. Luego de admitirse la denuncia, el Juzgado Civil de Canta dictó medidas de protección a la agraviada y mandó a Jerí a tratamiento psicológico, que el parlamentario no acató, razón por la cual la fiscal de la Nación, Delia Espinoza, le imputó el delito de desobediencia a la autoridad. Ante ello, el abogado de Jerí manifestó que el juzgado carecía de competencia para dictar tal disposición por lo que su cliente no habría desobedecido.

### Presunto enriquecimiento ilícito
El programa Milagros Leiva, entrevista denunció a Jerí por presunto enriquecimiento ilícito debido al aumento de su patrimonio personal, dado que en el año 2021 Jerí había declarado la posesión de dos vehículos por un monto de 97 mil soles y para 2024 habría adquirido propiedades por un valor de más de un millón de soles.

### Denuncia de presunta coima
El programa Panorama denunció un presunto pago de soborno a Jerí de 150 mil soles por parte de una empresaria.